# Monilearia tubaeformis
Monilearia tubaeformis is een slakkensoort uit de familie van de Cochlicellidae. De wetenschappelijke naam van de soort is voor het eerst geldig gepubliceerd in 2006 door Alonso & Groh.